# Bájatul Mokárram nemzeti mecset
A Dakkában található Bájatul Mokárram-mecset (bengáli nyelven: বায়তুল মোকাররম জাতীয় মসজিদ (Bájatul Mokárram dzsátíja maszdzsid)) Banglades nemzeti mecsete. Körülbelül 40 000 férőhellyel rendelkezik.

## Története
Az 1950-es évek végén Dakka lakossága igen gyors ütemben nőtt. Egy, a növekvő város igényeit jobban kielégítő, új, nagy befogadóképességű mecset felépítésének ötletével először Ábdul Latiph Ibráhim Báojáni állt elő, majd 1959-ben a terv megvalósulásának elősegítése érdekében megalakult a Bájatul Mokárram-mecset-bizottság is. Helyét (egy több mint 33 000 m²-es területet) a régi és az új városrészek találkozási pontjánál jelölték ki, közel a központi üzleti negyedhez. Ezen a helyen eredetileg egy tó, az úgynevezett Paltani-tó terült el, ezt előbb fel kellett tölteni, hogy a munkák megkezdődhessenek. Az épület terveit, amely üzleteket, irodákat, könyvtárakat és parkolókat is magába foglalt, Ábdul Huszen Thárijáni építész készítette el. A tényleges építkezés 1960. január 27-én kezdődött el, és 1968-ban fejeződött be, de már 1963. január 25-én megtartották itt az első pénteki imát.
2008-ban a szaúd-arábiai kormány támogatásával az épületet kibővítették.

## Leírás
Az épület Dakka középpontjától délre helyezkedik el, a Topkhána út déli oldalán, közvetlenül a Bangabandhu Nemzeti Stadion szomszédságában. Főépülete a mekkai Kábára emlékeztetően nagyjából kocka alakú, így szokatlan módon a fő imaterem fölött sem rendelkezik kupolával. Ez az épületrész nyolc szintből áll, magassága 30,18 méter. Északi és déli oldalán egy-egy tornácszerű bejárati építményt toldottak hozzá, alacsony kupolákkal, hármas, íves záródású bejárati nyílásokkal: a három egybeérő nyílásrész közül a középső a legszélesebb és a legmagasabb. Az imaterem megfelelő levegő- és fényellátását két világítóudvar biztosítja.
A fő imaterem 2463,51 m²-es, míg félemelet magasságban a keleti oldalon egy 170,94 négyzetméteres külön szint tartozik hozzá. A csarnokot három oldalról veranda veszi körül. A mihráb a szokásos félkörívestől eltérően szögletes. Az egész épületre jellemző a túlzott díszítés hiánya. Az eredeti tervek szerint egyetlen minaret tartozott volna az együtteshez, mint különálló torony az épület déli oldalán, de végül egy új tervnek megfelelően két minaretet emeltek.

## Képek

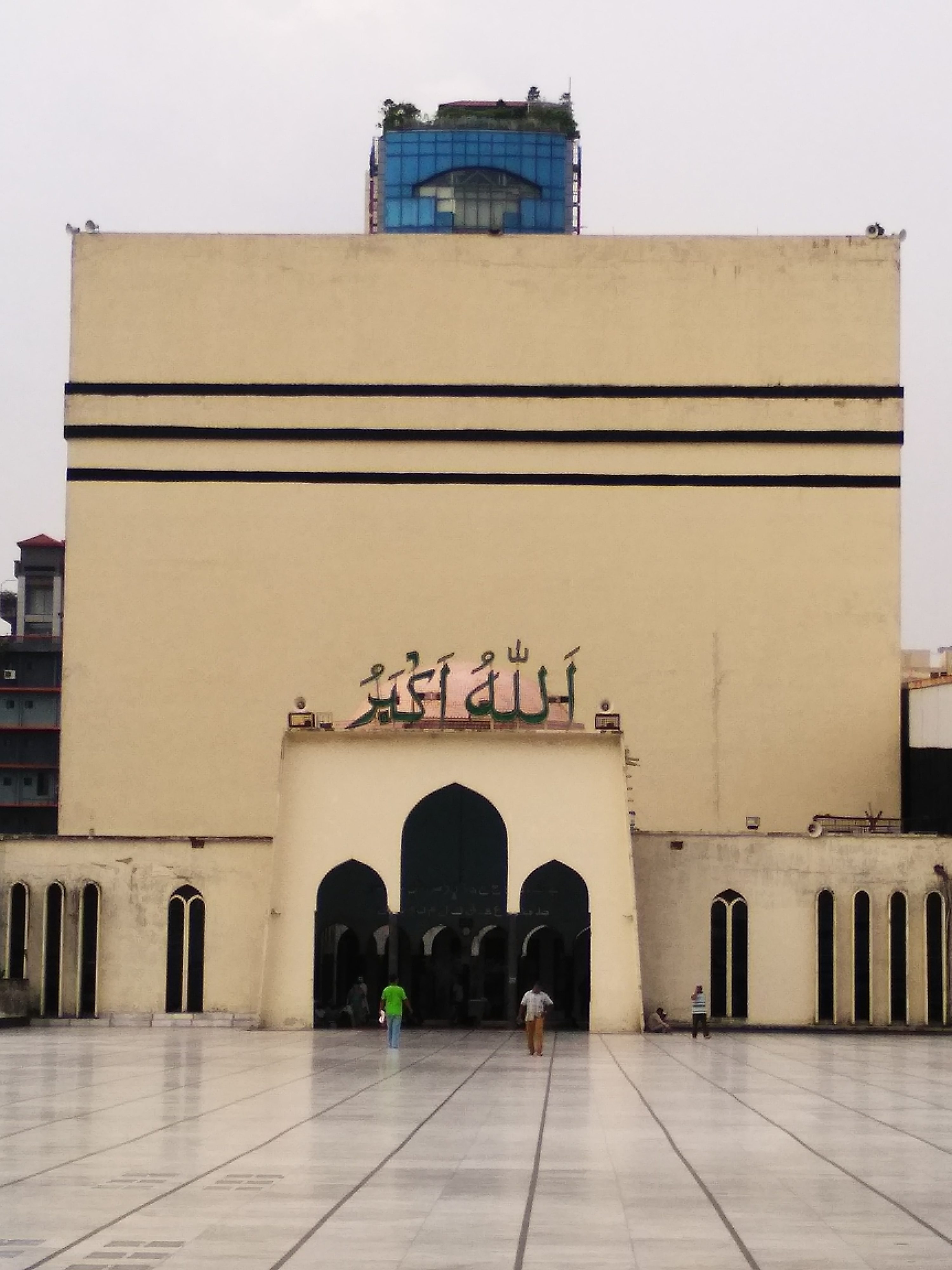
Az épület keleti homlokzata
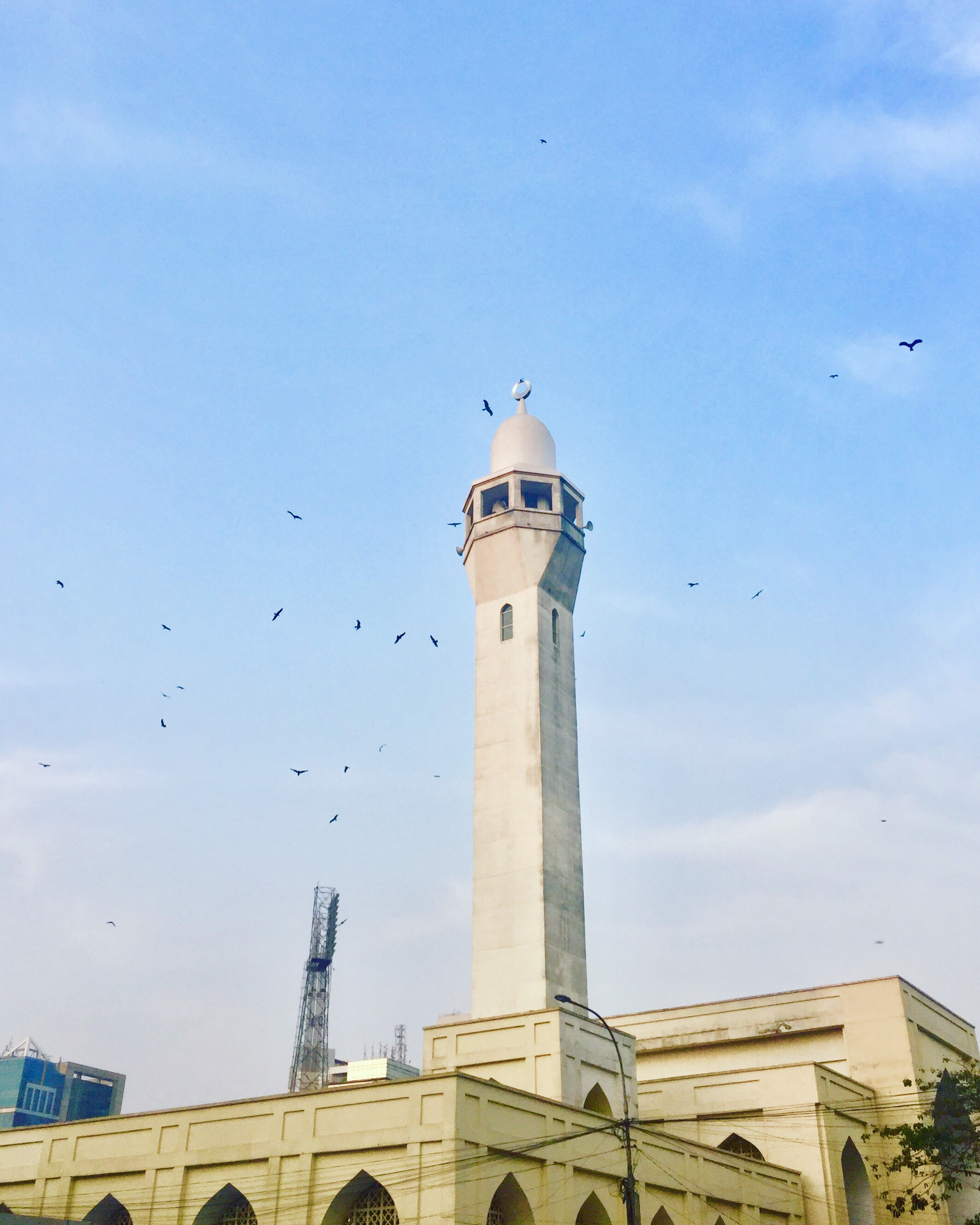
A mecsethez tartozó egyik minaret
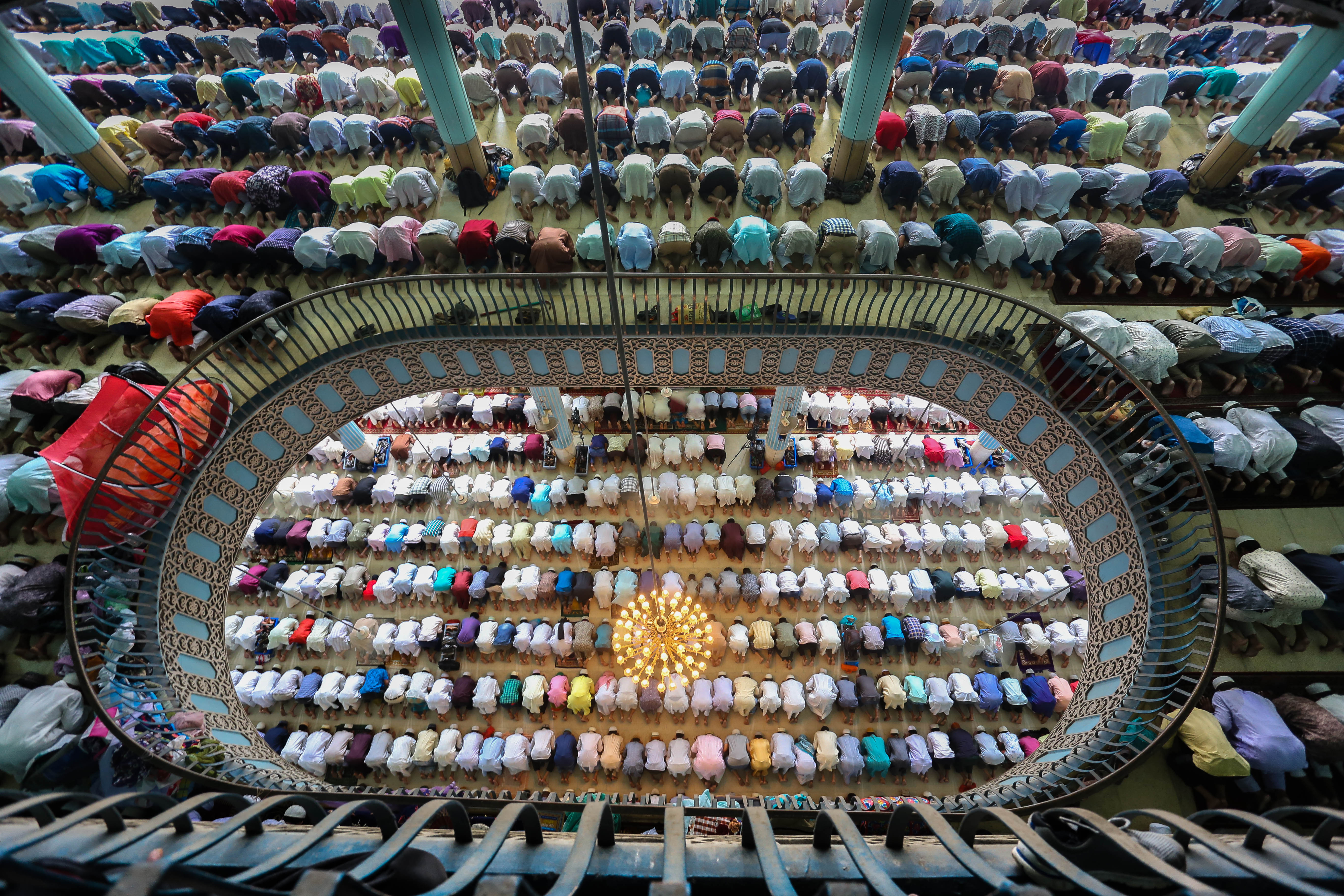
Hívők a nemzeti mecsetben
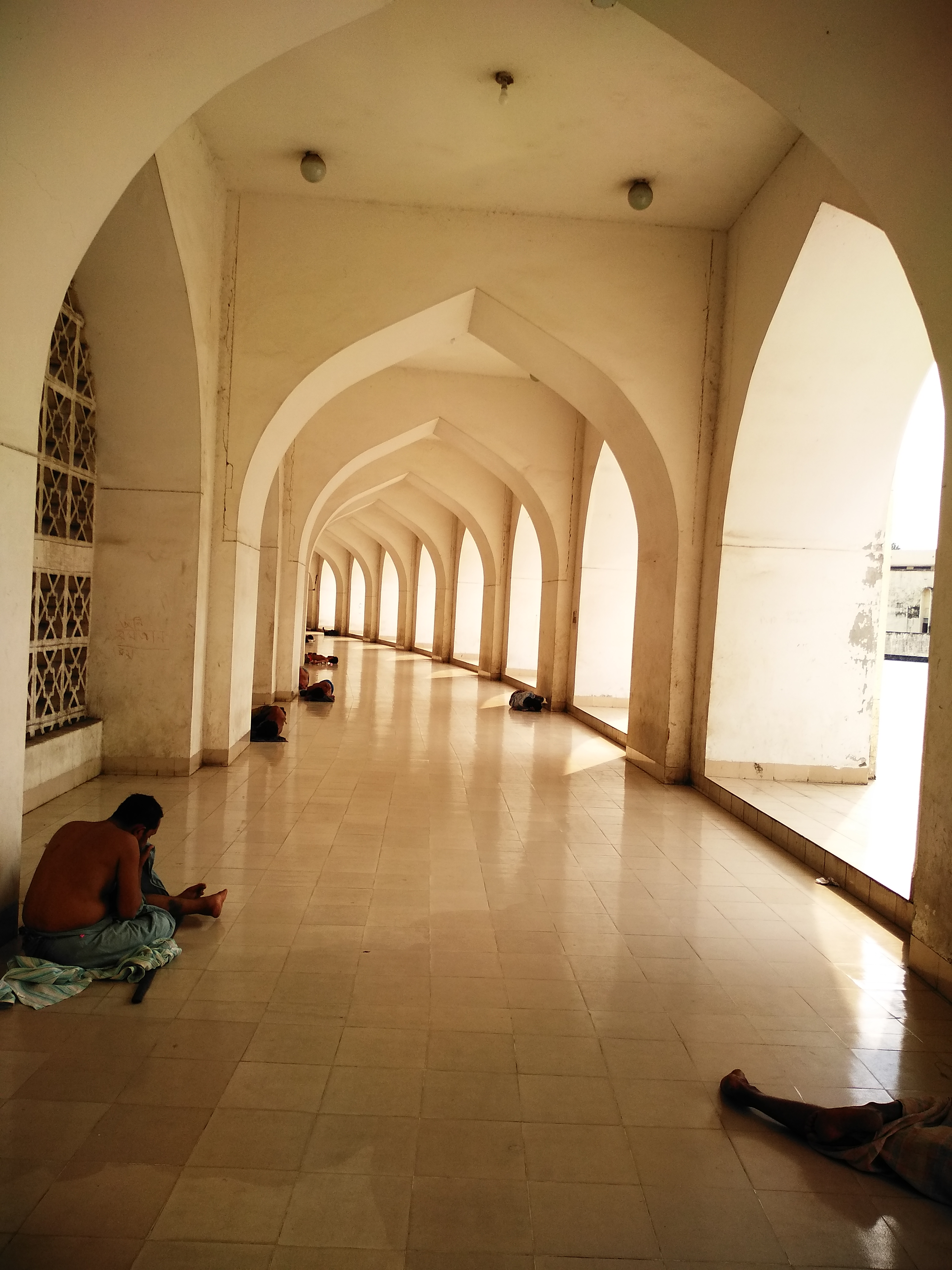
Belső folyosó
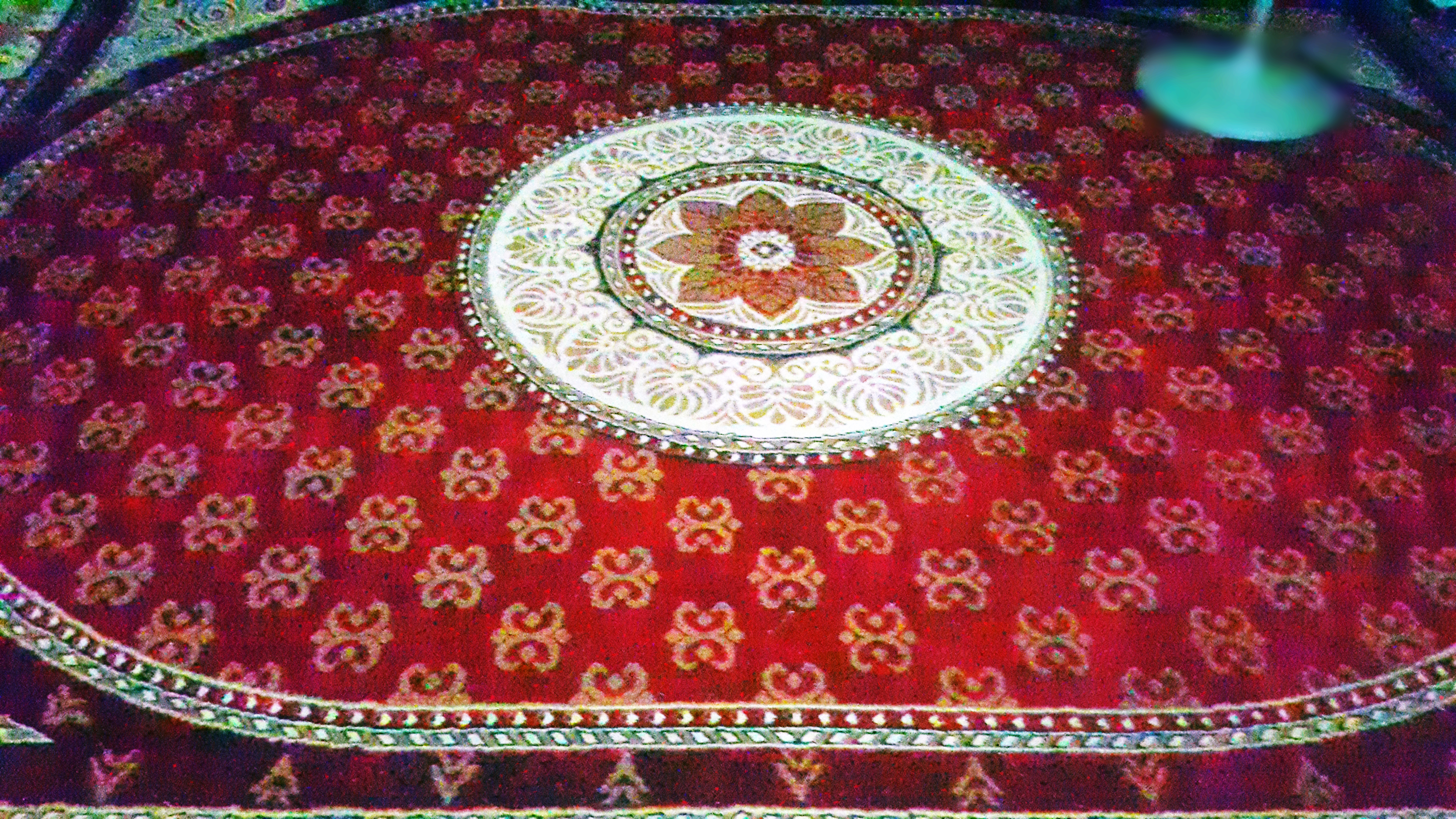
Az imám imahelye